# Friedrich August Kummer
Pour les articles homonymes, voir Kummer.
Friedrich August Kummer (né à Meiningen le 5 août 1797 – décédé à Dresde le 22 août 1879), est un violoncelliste, pédagogue et compositeur allemand.

## Enfance et éducation
Friedrich August était encore enfant quand sa famille a déménagé à Dresde sur une invitation de la chapelle de la cour à son père Friedrich August Kummer (1770-1849), hautboïste. Kummer, ayant initialement appris le hautbois, a pris goût au violoncelle et l'a étudié avec des artistes remarquables comme Friedrich Dotzauer et Bernhard Romberg.

## Carrière
En 1814, il a été admis à la chapelle de Dresde comme hautboïste, car il n'y avait pas de postes vacants de violoncelliste. La même année, Carl Maria von Weber a nommé Kummer violoncelliste à l'Opéra royal.
Kummer est devenu un artiste de renom et en 1850, il a été nommé violoncelliste principal à la chapelle de la cour après le départ à la retraite de Dotzauer. Kummer a pris sa retraite en 1864.
Kummer a travaillé au conservatoire de Dresde de sa fondation en 1856 jusqu'à sa mort en 1879, même après son départ de la Hofkapelle. Parmi ses élèves, on trouve ses fils Ernst et Max ainsi que les violoncellistes Julius Goltermann, Bernhard Cossmann (en), Richard Bellman et Ferdinand Bochmann.
Durant sa vie, Friedrich August Kummer a été connu en tant que musicien de chambre et violoncelliste soliste.
Kummer est mort en 1879 à Dresde et a été enterré dans l'ancien cimetière catholique. La tombe a disparu.

## Méthode
Il écrit en 1839 une Violoncelloschule für den ersten Unterricht (une école de violoncelle pour les premières leçons), op. 60, qui est encore populaire de nos jours.

## Œuvres (liste partielle)
Kummer a composé plus de 400 œuvres dont la moitié environ a été publiée. Il a écrit environ deux cents entractes pour le Théâtre de la cour de Dresde.
- 3 Duos concertans et brillans pour violon et violoncelle, Op.15
- 3 Duets pour 2 violoncelles, Op.22
- Souvenir de la Suisse, Concertino pour violoncelle et orchestre ou quatuor à cordes  ou piano, Op.30 (dédicacé à Joseph Merk)
- Adagio et variations sur un thème de l'opéra "I Capuleti ed i Montecchi" de Bellini pour violoncelle et piano ou quatuor à cordes, Op.31
- Duo facile sur des thèmes favoris de l'opéra "Les Huguenots" de Meyerbeer pour violoncelle ou alto et piano, Op.34
- Pièce fantastique pour violoncelle et orchestre ou quatuor à cordes ou piano, Op.36 (1840)
- 8 grosse Etüden (8 Grandes Études) pour violoncelle (2 violoncelles ad lib.), Op.44
- Deux pièces pour les Amateurs de Piano et de Violoncelle, Op.46
- Amusements pour les amateurs de Pianoforte et de Violoncelle (ou alto) sur des Motifs de l'Opéra "Au fidele Berger" d'Adolphe Adam, Op.53
- Anticipations de la russie, Grande fantaisie sur des thèmes nationaux russes pour violoncelle et orchestre, Op.56
- 10 Melodische Etüden (10 Études Mélodiques) pour violoncelle (2 violoncelles ad lib.), Op.57
- 2 Duos de concert pour violon et violoncelle, Op.67
- Fantaisie sur les motifs de l'opéra "Lucia di Lammermoor" de G. Donizetti pour violoncelle ou alto et piano, Op.68 (1841)
- Trois morceaux de salon sur des motifs de Henselt, Reissiger, Malibran pour violoncelle et piano, Op.69
- Réminiscences de l'opéra "La Favorite" de Donizetti, 2 pièces pour violoncelle et piano, Op.70
- La Cantilena élégie pour violoncelle et piano, Op.72
- Concertino en forme d'une scène chantante pour violoncelle et piano, Op.73
- Reminiscenses des opéras de Rossini et de Bellini pour violon et violoncelle accompagnés par un trio à cordes ou un piano, Op.74
- Introduction et polacca brillante, Pièce de Concert pour violoncelle et orchestre ou quatuor à cordes ou piano, Op.75
- Fantaisie sur des motifs de l'opéra Rienzi de Richard Wagner pour violoncelle et piano, Op.78
- 4 Morceaux de salon sur des airs nationaux italiens, écossais, allemands et espagnols pour violoncelle et piano, Op.81
- 4 Duets pour 2 violoncelles, Op.103
- 12 Duets pour 2 violoncelles, Op.105
- Studien (Études) pour violoncelle (2 violoncelles ad lib.), Op.106
- Cantilena ed Allegro moderato alla mazurka pour violoncelle et orchestre ou quatuor à cordes ou piano, Op.107
- Grazioso affettuoso pour violoncelle et piano, Op.108
- Les soirées du nord sur des airs russes et bohémiens, Fantaisies pour violoncelle et piano, Op.115
- Vier Salon-Stücke über Motive aus Rienzi, Holländer & Tannhäuser von Richard Wagner pour violoncelle et piano, Op. 119
- 60 Exercices journaliers, Op. 125
- 6 Duets pour 2 violoncelles, Op.126
- Fantasie über Küchen's Lieder pour violoncelle et piano, Op.130
- Airs célèbres, Transcriptions pour violoncelle et piano, Op.142

no 4 Und ob die Wolke sie verhülle air de l'opéra "Der Freischütz" de Weber
- 6 Duets pour 2 violoncelles, Op.156
- Concertino pour violoncelle et piano dédié à Anna Kolesnikoff. (la version la plus répandue aujourd'hui est celle revue et arrangée par P. Ruyssen).